# Dadra et Nagar Haveli
Dadra et Nagar Haveli (en gujarati : દાદરા અને નગર હવેલી, en hindi: दादरा और नगर हवेली, en marathi: दादरा आणि नगर हवेली) est un des trois districts du territoire de Dadra et Nagar Haveli et Daman et Diu en Inde. Il se compose de deux parties :
- Nagar Haveli situé entre le Maharashtra et le Gujarat ;
- Dadra, localité située au nord de Nagar Haveli dont elle n'est distante que d'un kilomètre, et enclavée dans le Gujarat.

La capitale du district est la ville de Silvassa. Le district est très densément peuplé, avec plus de 700 habitants au kilomètre carré. 

## Histoire
Cette colonie portugaise est séparée volontairement de Goa par les Britanniques, et enclavée. La raison était que la Grande-Bretagne ne voulait pas voir une colonie portugaise en un bloc en Inde car elle craignait des ambitions coloniales et militaires de son allié portugais. De plus, diviser les colonies portugaises en plusieurs ensembles permettait de les occuper militairement assez rapidement. Finalement, c'est l'Inde qui appliquera ces invasions militaires, entre 1954 et 1961.
- Avant 1947, cette colonie portugaise enclavée était totalement sous l'influence économique de l'Inde Britannique.
- Les deux territoires ont été intégrés à l'Empire colonial portugais en 1779 et ont été administrés par le Portugal jusqu'en 1954. C'est le gouverneur de Daman qui était responsable de ces deux territoires portugais enclavés dans l'Empire des Indes britanniques.
- Avec l'indépendance de l'Inde, en 1947, le Portugal va perdre le soutien bienveillant de l'administration coloniale britannique. Entre 1947 et 1954, le Portugal va avoir le plus grand mal à faire circuler des militaires et des marchandises entre sa colonie de Goa et ce territoire. Les tensions montant en intensité, le Portugal choisira la voie aérienne pour être en lien avec sa colonie.
- Entre 1947 et 1954, l'Inde bombardera des tracts anti-coloniaux par avion sur la colonie. Les tracts de propagande sont rédigés en gujarati, marathi et konkani.
- Les territoires ont été libérés de la tutelle coloniale le 2 août 1954 par la population, aidée par les volontaires d'organisations patriotiques comme le Front uni des Goanais (United Front of Goans, UFG), l'Organisation du mouvement national de libération (National Movement of Liberation Organisation, NMLO), le Rashtriya Swayamsevak Sangh et l'Azad Gomantak Dal. Puis le territoire a été administré par la population dans le cadre d'un « Varishtha Panshayat » : c'est ce qui a été appelé l'Administration libre de Dadra et Nagar Haveli.
- Leur intégration à l'Union indienne a été enfin reconnue le 11 août 1961. Dadra et Nagar Haveli sont alors devenus un unique Territoire de l'Union, toujours administré par le « Varishtha Panshayat ».
- Mais cette instance particulière a été supprimée en août 1989 et le territoire de Dadra et Nagar Haveli a été confié à l'administration du gouvernement de New Delhi.
- Le 26 janvier 2020, le territoire est uni au territoire du Daman et Diu pour former le nouveau territoire de Dadra et Nagar Haveli et Daman et Diu[1], en étant un de ses trois districts.
- L'enclave de Maghval, proche de Silvassa, devrait être intégrée au territoire de Dadra et Nagar Haveli et Daman et Diu d'ici à 2025[réf. nécessaire].
- Le district de Dadra et Nagar Haveli demande à l'état du Gujarat, depuis 2018, l'instauration d'un « couloir », dans le but de relier administrativement l'enclave de Dadra au territoire de Nagar Haveli, mais l'état du Gujarat refuse de céder des terres pour la création de ce couloir, d'autant plus que entre Dadra et Nagar Haveli, les terres sous juridiction du Gujarat sont densément peuplées. La création de ce couloir nécessiterait la cession d'environ 25 km2 de terres de l'État.

## Géographie

Carte détaillée du district

Le district est aride, assez montagneux, parsemé de collines qui culminent entre 300 et 600 mètres. Les cultures sont difficiles, en un sol ingrat, et les points d'eau sont généralement à sec dès les périodes estivales. Avec l'érosion, le sol est souvent composé de petites pierres basaltiques. Le blé est cultivé en certaines zones, ainsi que le coton, l'arachide et le tournesol. Les pommes de terre furent introduites par les Portugais au XVIIIe siècle.

Sa superficie est de 491 km2 pour une altitude moyenne de 16 m. La densité de la population est de 698 habitants au km².

## Démographie
79 % de la population appartient à des ethnies répertoriées comme « tribales ».
Les habitants sont majoritairement animistes, et 30 % sont hindous. Le reste se compose de 8 % de musulmans, et 3,5 % de chrétiens, catholiques, ou protestants.
En 1987, le portugais était encore parlé par environ 1 500 personnes, le plus souvent âgées de plus de 55 ans. En 2008, le portugais était parlé par une quarantaine de personnes et semble avoir pratiquement disparu (il n'est plus enseigné dans le territoire depuis 1954).
De nos jours, il y a une dizaine de langues, et dialectes, mais le gujarati semble être celle qui a le plus de locuteurs. Le marathi est parlé dans le sud. Le hindi - qui a une implantation plus récente - est parlé et compris par 15 % de la population, mais n'est pas une langue locale. Le konkani est aussi largement parlé. L'anglais est parlé et compris par 6 % de la population, et est surtout présent dans les classes aisées ou le secteur du tourisme.

## Administration
Un administrateur représente le gouvernement central de Delhi à Dadra et Nagar Haveli, divisé comme son nom l'indique en deux talukas :
- Dadra Taluka avec, pour chef-lieu Dadra : anciennement une freguesia portugaise (paroisse). Dadra compte, outre la ville proprement dite, deux villages ;
- Nagar Haveli Taluka avec, pour chef-lieu Silvassa : anciennement le concelho portugais de Nagar-Aveli (municipalité). Le taluka compte, outre Silvassa, 68 villages.

Mentionnons aussi l'enclave gujarati de Maghval, sise au sud de Silvassa.

## Sources
- « Welcome to the US Petabox », sur india.gov via Wikiwix (consulté le 10 janvier 2024)